# Nuevos Liberales
Los Nuevos Liberales (en alemán: Neue Liberale) fue un partido político en Alemania con sede en Hamburgo.
El partido fue creado como una escisión del Partido Democrático Libre (FDP) en Hamburgo, y fue fundado el 14 de septiembre de 2014 en Wilhelmsburg, Hamburgo.
El partido afirmaba su distancia de la FDP y su liberalismo económico, y tenía como objetivo crear un programa basado en el socioliberalismo.

## Programa político
El programa de fundación preliminar indicaba que el partido representaba posiciones socioliberales clásicas. El objetivo del partido era una "sociedad libre, en el que cada ser humano es valorado en su individualidad", así como la introducción de una renta básica y mejoras para los "refugiados, inmigrantes, personas con discapacidad y personas mayores".

## Participación en elecciones
Su primera participación electoral tuvo lugar en las elecciones estatales de Hamburgo de 2015. Si bien el partido se encontraba en el 3% en las encuestas, acabó recibiendo el 0.5%.